# リス (ローラン・スーリソー)
リス (Riss; 本名ローラン・スーリソー Laurent Sourisseau; 1966年9月20日 - ) はフランスの風刺画家・ジャーナリスト、風刺新聞『シャルリー・エブド』の編集長。

## 経歴
法学の学士号を取得した後、独学で風刺漫画 (dessin de presse) を学んだ。「親を安心させるために」フランス国有鉄道 (SNCF) に就職したが、湾岸戦争に反対する風刺新聞として1991年に創刊された『ラ・グロス・ベルタ (La Grosse Bertha)』（「グロス・ベルタ」は「ディッケ・ベルタ」のこと）に風刺画を数枚投稿したところ、翌週に2枚掲載されることになった。やがて『ラ・グロス・ベルタ』の編集長と意見が合わなくなったジャーナリストのフィリップ・ヴァル (Philippe Val) と風刺画家カビュが1992年に新たに『シャルリー・エブド』を立ち上げたとき、同じく風刺画家のジョルジュ・ウォランスキ、シャルブ、リュズらとともにこれに参加した。早くも1992年にリスが描いたカロリーヌ・ド・モナコの風刺画が侮辱的だとして訴えられたが、原告側の要求はすべて却下され、『シャルリー・エブド』が勝訴した。
2015年1月7日、シャルリー・エブド襲撃事件で警察官、風刺画家、ジャーナリストを含む12人がイスラム過激派に殺害された。リスも撃たれ、右肩を負傷した。退院後、亡くなったシャルブに代わって編集長に就任した。事件1週間後の1月14日に「生存者の号（numéro des survivants）」と題する1178号を発行したものの、その後の目途が立たず、1月20日、「次号は来週ではなく、数週間後になる」と発表。「この試練を創造的なものに変えていかなければならない。簡単なことではない。編集スタッフの一部はまだこの事件を克服できていないし、私自身、退院後、克服していけるかどうかわからない。いずれにせよ、やってみるしかない」と説明した。2月25日、「また始まった」と題する1179号を発行。
主著に、第二次世界大戦中にユダヤ人を強制収容所に送ったとして1980年代から人道に対する罪に問われたモーリス・パポンの裁判を取材した『パポン裁判 ― ホロコーストに貢献したヴィシー政権の公務員 (Le Procès Papon - Un fonctionnaire de Vichy au service de la Shoah)』、ニコラ・サルコジ大統領を風刺した『サルコジのケルヒャーで洗い流された顔 (La Face karchée de Sarkozy)』極右「国民戦線」のマリーヌ・ル・ペン党首の生い立ちを描き、2017年大統領選挙の前に刊行した『マリーヌ・ル・ペンの隠された顔 (La Face crashée de Marine Le Pen)』 などがある。

## 著書
- Les Grands Procès par Charlie Hebdo : Le procès Papon (シャルリー・エブドによる大裁判), シナリオ共同制作, Charlie Hebdo/Rotative, 1998
- Mémé femme pratique (おばあちゃん、女性実務家), Le Cherche midi, 1999
- Le Tour de France du crime (犯罪のツール・ド・フランス), 『シャルリー・エブド』特集号 (第11号), Éditions Rotative, 2000
- La Face kärchée de Sarkozy (サルコジのケルヒャーで洗い流された顔)[7], リシャール・マルカ、フィリップ・コーエンとの共著, Vents d'Ouest / Fayard, 2006
- La Face kärchée de Sarkozy, la suite : Sarko 1er (サルコジのケルヒャーで洗い流された顔, 続編, サルコ1世), リシャール・マルカ、フィリップ・コーエンとの共著, Vents d'Ouest / Fayard, 2007
- Présidentielle 2007 : Carnet de campagne de Charlie Hebdo (2007年大統領選挙 ― シャルリー・エブドの手帳), アンヌ＝ソフィー・メルシエとの共著, Jean-Claude Gawsewitch, 2007
- J'aime pas l'école (学校は嫌い), Hoëbeke, 2007
- Le Rêve américain expliqué aux mécréants (アメリカンドリームの無神論者向けの解説), Albin Michel, 2007
- Rien à branler (面白いことは何もない), 『シャルリー・エブド』第828号付録, 2008
- Carla et Carlito ou la Vie de château (カルラとカルリトまたは大名暮らし), リシャール・マルカ、フィリップ・コーエンとの共著, 12 bi, 2008
- Ma première croisade, Georgie Bush s'en va t-en guerre (初めての十字軍 ― ジョージア・ブッシュ、戦争に行く), Les Échappés, 2008
- Obama, what else? (オバマ、他に何か?), ジャン＝リュック・エースとの共著, Les Échappés, 2009
- Hitler dans mon salon. Photos privées d’Allemagne 1933 à 1945 (うちの客間のヒットラー ― 1933年から1945年までのドイツの個人的な写真), Les Échappés, 2009
- La véritable histoire du Petit Jésus (幼子イエスの真の物語), 『シャルリー・エブド』特集号, 2014
- La Face crashée de Marine Le Pen (マリーヌ・ル・ペンの隠された顔), リシャール・マルカ、サイド・マーラーヌとの共著, Grasset, 2016
- Le Procès Papon - Un fonctionnaire de Vichy au service de la Shoah (パポン裁判 ― ホロコーストに貢献したヴィシー政権の公務員), Les Echappés

共著
- Mozart qu'on assassin (殺されたモーツァルト), Albin Michel, 2006 (カトリーヌ・ムリス、シャルブ、リュズ、ティニウス、ジュルとの共著)
- Le Cahier de vacances de Charlie Hebdo (『シャルリー・エブド』のヴァカンス手帳), Les Échappés, 2009 (カトリーヌ・ムリス、シャルブ、リュズとの共作)
- Les Brèves de Charlie Hebdo (シャルリー・エブドのほんの一言), Les Echappés, 2008 (リュズ、カビュ、カトリーヌ・ムリスとの共著)
- C'est la faute à la société (社会のせいだ), 12 bis, 2008 (共著)